# Colonia genovese di Pera
La colonia di Pera, meglio conosciuta come Galata, fu un ente territoriale dipendente dalla Repubblica di Genova, costituitosi a partire dal 1273 (anche se cittadini genovesi popolarono il quartiere di Costantinopoli sin dal 1267).

## La convenzione di Ninfeo e la spopolazione dei Latini
Mezzo secolo dopo la fondazione dell'Impero Latino a Costantinopoli da parte di veneziani e francesi, la situazione politica volgeva ormai verso il collasso. I Greci dei principati di Nicea, Trebisonda ed Epiro aspiravano a restaurare l'antico Impero Bizantino.
Nel 1261, Manuele Paleologo (in realtà Michele VIII Paleologo) si rivolse alla Repubblica di Genova per ottenere supporto militare e rifornimenti. Il Capitano del Popolo e il Podestà di Genova, intuendo l'importanza della proposta e attratti dalle ricche offerte del sovrano greco, decisero di inviare come ambasciatori Guglielmo Visconti e Guarnieri Giudice. Il 31 marzo 1261, venne firmato a Ninfeo un trattato che sanciva un'alleanza tra l'Impero di Nicea e la Repubblica di Genova: i due Stati si impegnavano a fornire reciproco sostegno nella prevista riconquista di Costantinopoli. In cambio del proprio aiuto, Genova ottenne concessioni commerciali molto ampie, numerosi privilegi e importanti basi nell'Egeo e nel Mar Nero, raggiungendo un'influenza quasi pari a quella del Basileus.

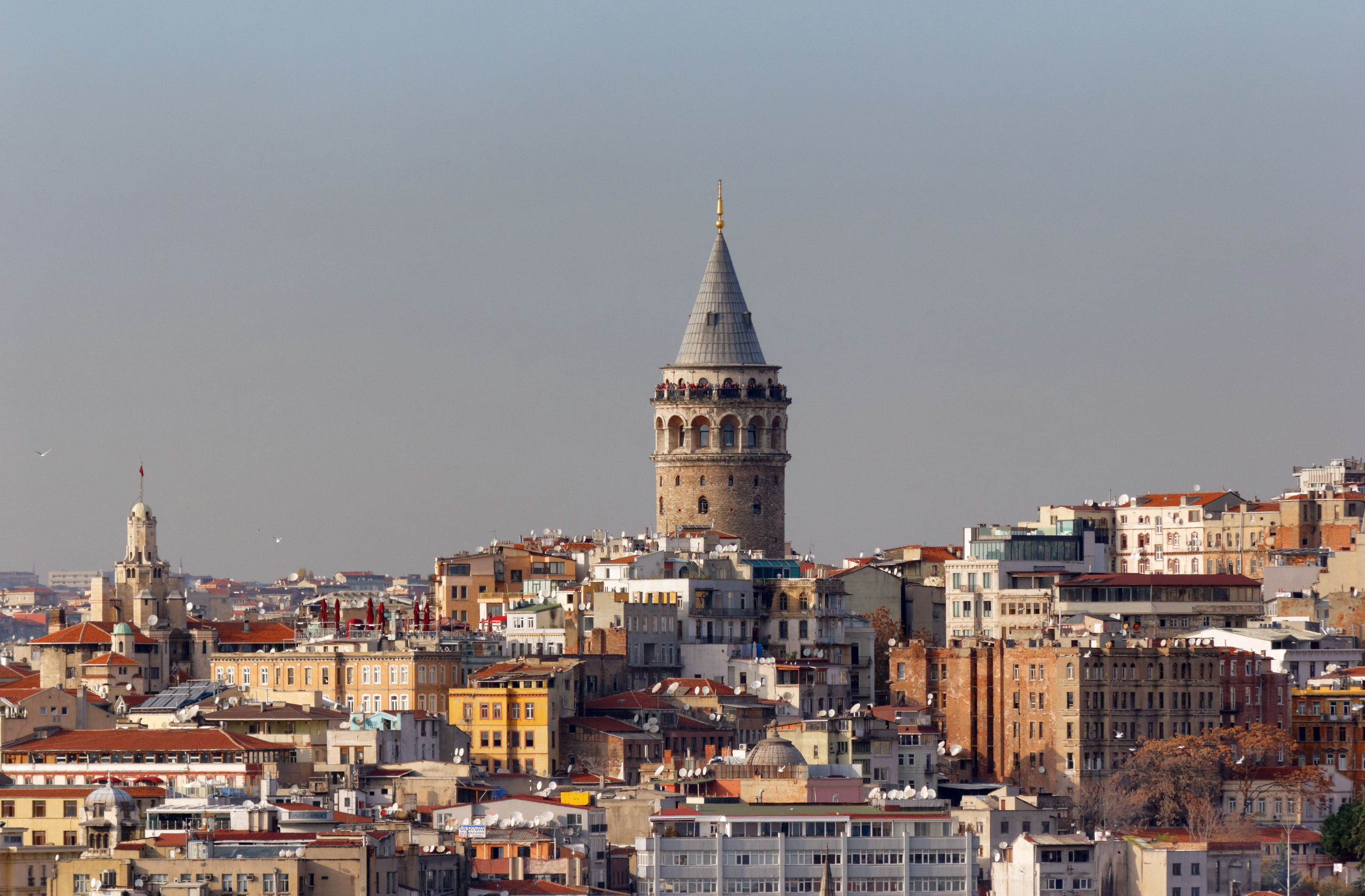
Vista di Galata (Pera) e della grande Torre Genovese.

In seguito all'accordo, Genova inviò ingenti somme di denaro all'Impero di Nicea e predispose una flotta di dieci galee al comando di Martino Boccanegra, fratello di Guglielmo.
Nonostante ciò, l'esercito di Michele VIII Paleologo non attese l'arrivo dei genovesi: nella notte del 25 luglio 1261, le truppe niceene conquistarono Costantinopoli, approfittando di un momento di debolezza della guarnigione latina. Baldovino II, l'ultimo imperatore latino, riuscì a fuggire in Italia grazie all'intervento della flotta veneziana, portando con sé parte dei tesori imperiali.
La riconquista suscitò forte indignazione a Venezia, che considerò l'alleanza tra Genova e un sovrano ortodosso come un tradimento verso la Cristianità latina. La Serenissima presentò formali proteste al Papa e armò una flotta per tentare di riconquistare Costantinopoli. L'intervento navale veneziano venne però intercettato e respinto da Martino Boccanegra, costringendo i veneziani alla ritirata.

### Le promesse di Bisanzio
Come stabilito dal trattato di Ninfeo, la Repubblica di Genova ottenne, in cambio del proprio supporto, tutti i privilegi e i possedimenti che in precedenza erano appartenuti ai Veneziani. Questi ultimi vennero banditi dalle rotte commerciali nell'Impero e nel Ponto Eusino (Mar Nero). I Genovesi si insediarono in numerose isole ioniche, dove fondarono dinastie destinate a sopravvivere fino alla conquista ottomana. Ricevettero inoltre ampi possedimenti a Costantinopoli, Smirne (all'epoca un prospero porto già sotto influenza veneziana), diversi fondaci e cinque torri della cinta muraria di Bisanzio. Vennero inoltre insigniti del titolo di Prostátes Aftokratorías ("Protettori dell'Impero").
Venezia tentò più volte di riconquistare i propri antichi privilegi, ma i suoi sforzi vennero respinti dalle forze genovesi. Il 28 maggio 1263, però, la flotta veneziana ottenne una vittoria significativa contro i genovesi nella battaglia navale presso il mare di Morea (Peloponneso).
La sconfitta genovese e i crescenti dissidi sociali con la popolazione di Costantinopoli spinsero Michele VIII a rivedere i rapporti con Genova. L'imperatore, insoddisfatto della condotta genovese e preoccupato per la loro crescente influenza, ordinò l'espulsione di tutti i comandanti e mercanti liguri dalla capitale. Molti di questi, una volta tornati a Genova, furono redarguiti e costretti a pagare ammende per aver collaborato con un sovrano ortodosso. Contemporaneamente, tutti i Latini presenti a Costantinopoli, senza distinzione di età o rango, furono obbligati ad abbandonare la città. I pozzi, i palazzi e i fondaci in mano latina vennero chiusi o smantellati, mentre le navi rimaste nei porti furono requisite dal Basileus.

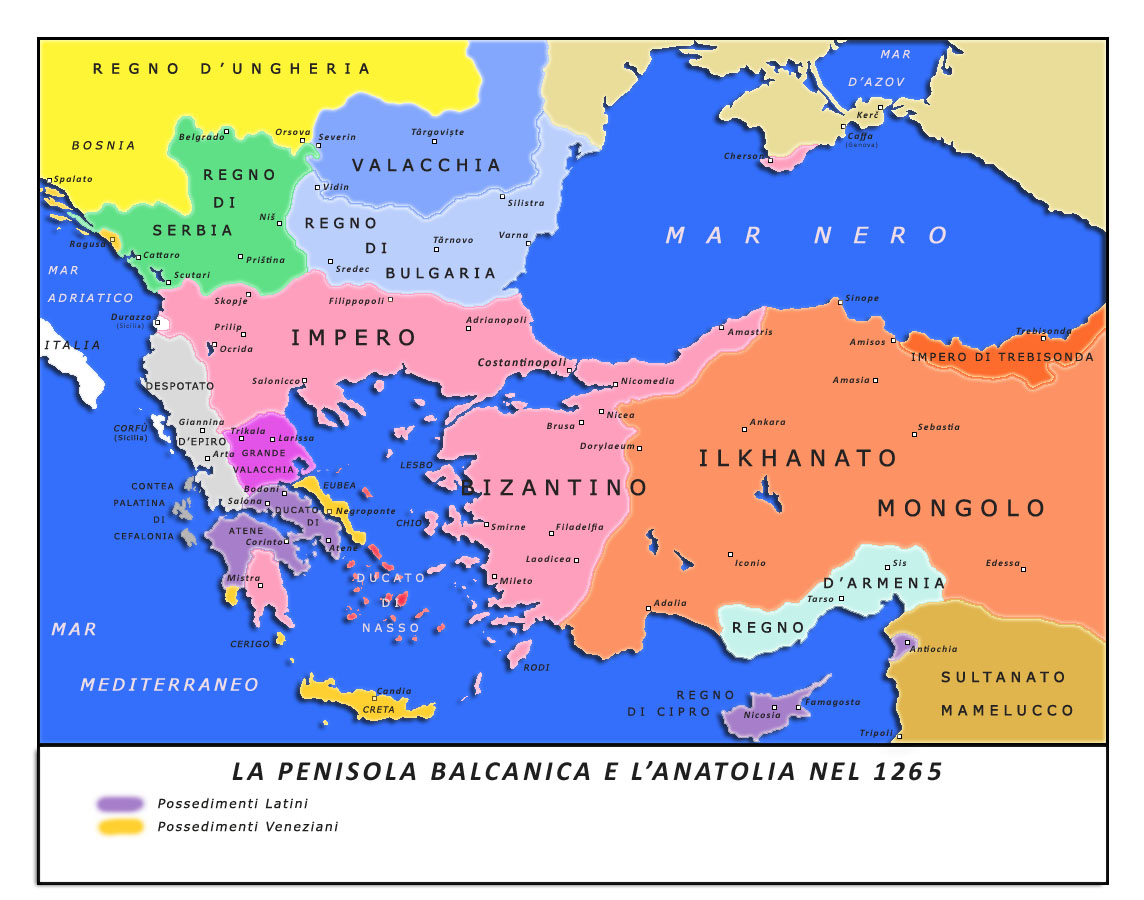
La situazione della penisola balcanica nel 1265

## Il ritorno Genovese e la fondazione di Pera
Nonostante l'espulsione, i Genovesi continuarono a perseguire una politica attiva per mantenere la propria influenza commerciale in Oriente. Approfittarono delle tensioni tra Venezia e l'Impero Bizantino, attaccando più volte le navi veneziane che cercavano di occupare fortificazioni precedentemente in mano Serenissima e ora sotto controllo greco.
Nel 1267, grazie a una missione diplomatica guidata da Franceschino de Camilla, il Basileus concesse il perdono ai Genovesi e accettò di ristabilire rapporti ufficiali. Anziché permettere il loro ritorno a Costantinopoli, li autorizzò a stabilirsi nella località di Galata, sulla sponda settentrionale del Corno d'Oro, oltre che in molti dei castelli e delle isole già assegnati ai Genovesi dal trattato di Ninfeo.
All'epoca, Galata (nota come Pera nei documenti latini) era poco più che una zona disabitata, mentre il colle retrostante, dove oggi si trova il quartiere, era completamente deserto. I Genovesi vi fondarono una colonia marittima che, nel tempo, si sviluppò notevolmente: costruirono nuove infrastrutture, circondarono l'insediamento con mura fortificate e innalzarono torri di sorveglianza. Nei secoli successivi, Galata si trasformò in una città semi-indipendente, prospera e popolosa, divenendo uno dei principali centri commerciali del Mediterraneo orientale.

## L'amministrazione della colonia
Nel corso del XIV secolo, alla colonia genovese di Galata fu estesa la legislazione vigente a Genova, adattata però attraverso specifici provvedimenti alle particolari condizioni della Grecia bizantina. A capo della colonia veniva ordinariamente nominato un Podestà, eletto annualmente e inviato da Genova. Egli deteneva il governo sulla cittadinanza genovese locale e manteneva i rapporti diplomatici con l'Imperatore bizantino. In casi eccezionali, la carica fu affidata a un Abate del Popolo.
Il potere del Podestà non si limitava alla sola Galata, ma si estendeva anche agli altri insediamenti genovesi presenti nell'Impero Bizantino. A lui erano equiparati solo i Podestà di Caffa (in Crimea), mentre i consoli delle colonie genovesi dell'Asia Minore e del Mar Nero venivano denominati "Vicari dei Genovesi nell'Impero di Romania e nel Mar Maggiore". Tali magistrati, di grande prestigio, svolgevano spesso funzioni diplomatiche presso la corte imperiale bizantina, dove venivano accolti con cerimonie solenni. In alcune circostanze, assunsero incarichi militari, come avvenne per Giustiniani Longo, Podestà che fu nominato comandante delle forze bizantine durante l'assedio di Costantinopoli del 1453.
L'amministrazione interna di Galata prevedeva due consigli, il Maggiore e il Minore (o di Credenza), composti in egual misura da rappresentanti delle famiglie nobili e del popolo. Questi consigli affiancavano il Podestà nella gestione degli affari civili e giudiziari. Per le questioni marittime e commerciali, furono istituiti due uffici distinti: l'Ufficio di Mercanzia, competente nella risoluzione delle controversie commerciali, e l'Ufficio di Gazarla, incaricato delle questioni relative ai carichi navali e agli affari portuali.
La curia del Podestà comprendeva un Vicario (solitamente un giurista), un Cancelliere e uno Scrivano, che fungevano anche da interpreti quando necessario. Ad essa si affiancavano ufficiali come i Chiavigeri, i Massari e i Razionali, responsabili della gestione del denaro pubblico, nonché funzionari di polizia, giustizia e approvvigionamento (Annona).

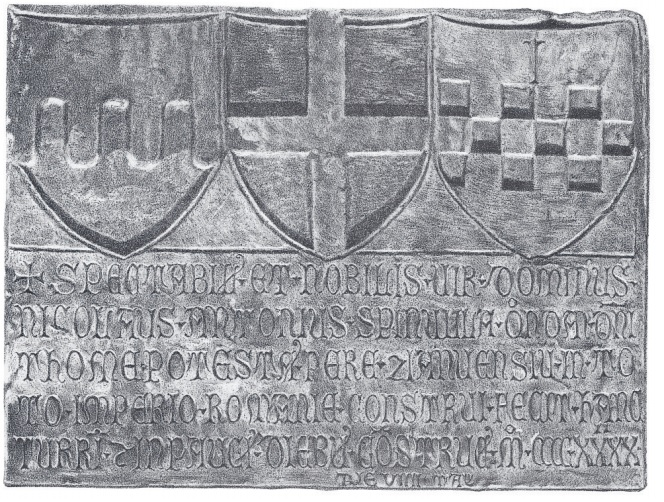
Lastra di costruzione datata 9 maggio 1442 documentata sulla prima torre dedicata a Maria.

Il governo di Genova manteneva un controllo costante sull'amministrazione coloniale, inviando periodicamente dei sindaci incaricati di verificare i conti pubblici, ratificare le entrate commerciali e reprimere eventuali fenomeni di contrabbando o infrazioni.

## La fine della colonia
La colonia genovese di Galata, così organizzata, resistette per circa due secoli, respingendo numerosi tentativi veneziani di conquista e rappresentando spesso un importante baluardo a difesa dell'Impero bizantino. Tuttavia, nel XV secolo, sia Costantinopoli sia la colonia genovese dovettero soccombere all'avanzata ottomana.
Durante l'assedio di Costantinopoli del 1453, la colonia di Pera mantenne inizialmente una posizione di neutralità. In seguito, l'ultimo governatore di Galata, Angelo Lomellini, si vide costretto a sottomettersi agli Ottomani, ottenendo in cambio la conferma dei privilegi esistenti per i residenti genovesi. La neutralità dei Genovesi fu messa in discussione dal fatto che il governatore non informò l'imperatore Costantino XI Paleologo del trasporto via terra delle navi ottomane, operazione chiaramente visibile dalla Torre di Galata.
Quando la manovra turca divenne nota, i Genovesi furono infine coinvolti nella difesa della città. Tuttavia, i preparativi per un'azione concertata richiesero quattro giorni, concedendo così ai Turchi il tempo necessario per organizzare le contromisure. È possibile che gli Ottomani fossero stati avvertiti da un residente della stessa colonia genovese.
Costantinopoli cadde il 29 maggio 1453, seguita dalla resa di Galata il giorno successivo. Alla base della Torre una targa commemorativa ricorda la conquista ottomana e la consegna, da parte dei Genovesi (detti Ceneviz dai Turchi), delle chiavi della cittadella fortificata.

## Le infrastrutture della Colonia

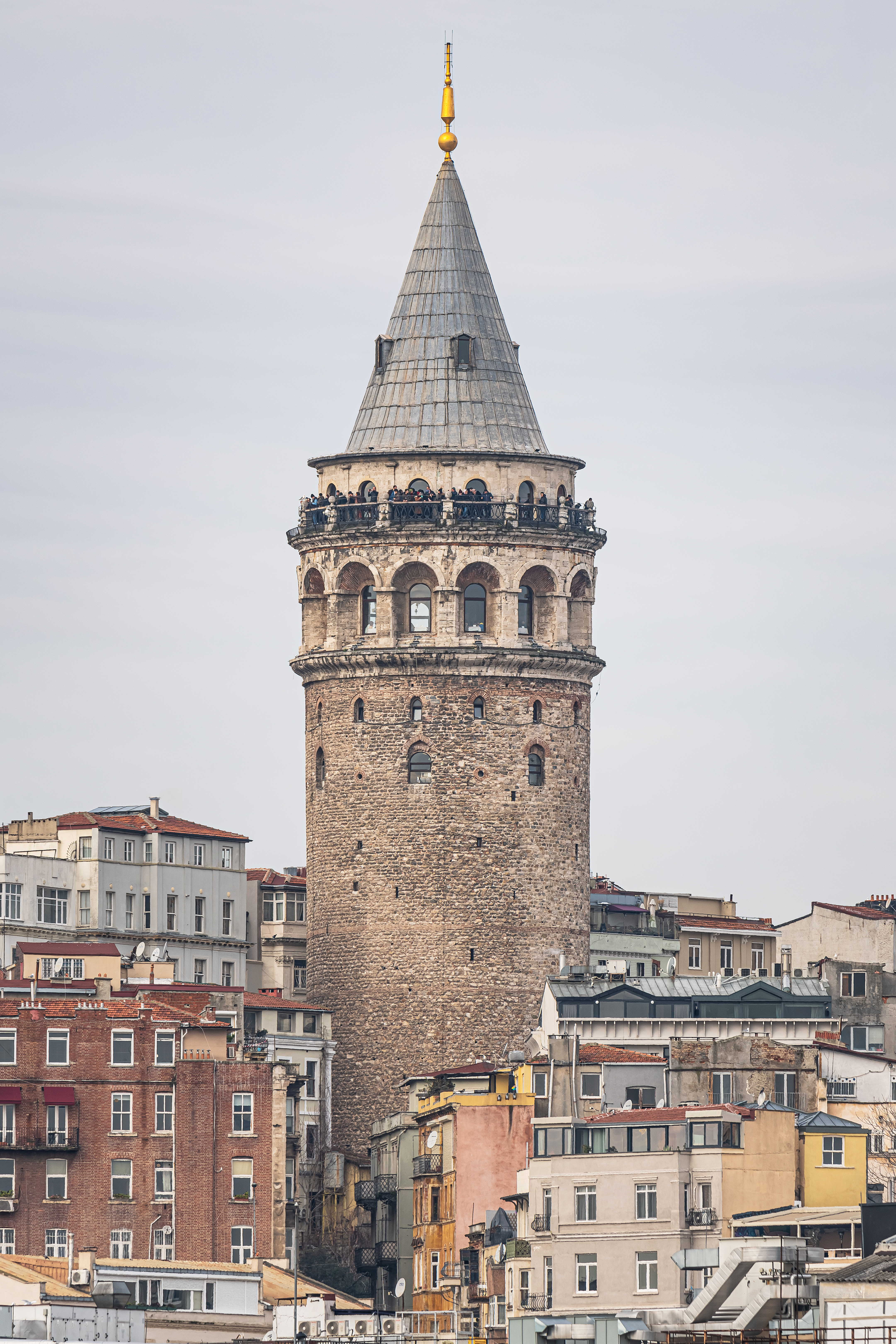
La Torre genovese di Galata

### Il Palazzo del Podestà

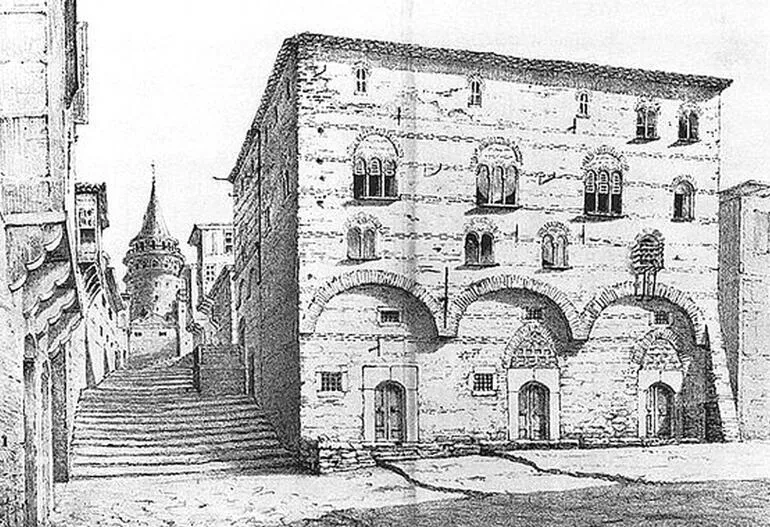
Palazzo del Podestà di Galata, è visibile la somiglianza con il Palazzo San Giorgio.

Con il trattato del 1267, i Genovesi, come detto, ottennero il controllo di una parte della regione di Galata, sulla sponda settentrionale del Corno d'Oro. In base agli accordi, furono autorizzati a costituire una corporazione commerciale e a edificare una serie di infrastrutture essenziali: un palazzo pubblico, una chiesa, una panetteria, un negozio e il Palazzo del Podestà, sede dell'autorità coloniale.
Nel 1294, allo scoppio della guerra tra Venezia e Genova, per proteggere i propri possedimenti, i Genovesi rafforzarono Galata costruendo un muro fortificato corredato da numerose torri di difesa. Il Palazzo del Podestà di Galata venne edificato seguendo il modello architettonico del Palazzo di San Giorgio di Genova, riproponendone le linee e le funzioni amministrative.

### La Torre di Galata
La Torre di Galata (Galata Kulesi in turco) fu costruita dai Genovesi nel 1348 sotto la direzione di Rosso Doria, primo governatore della colonia, che la battezzò Christea Turris ("Torre di Cristo"). La torre raggiunge un'altezza di 66,9 metri (62,59 metri escludendo l'ornamento sommitale), con un diametro interno di 8,95 metri e mura spesse 3,75 metri. È posta a circa 140 metri sopra il livello del mare e, al momento della costruzione, era l'edificio più alto della colonia genovese e della città circostante. Originariamente, faceva parte integrante delle fortificazioni che circondavano Galata.
La Torre di Galata non va confusa con l'omonima struttura bizantina, nota come Megalos Pyrgos ("Grande Torre"), situata in una differente posizione e distrutta in gran parte durante la Quarta Crociata del 1204.
Durante l'epoca ottomana, la torre fu oggetto di numerosi restauri che modificarono l'aspetto della parte superiore e del tetto conico. A partire dal 1717, i Turchi la utilizzarono come punto di osservazione per la prevenzione e il rilevamento degli incendi. Nel 1794, durante il regno del sultano Selim III, un incendio distrusse gravemente il tetto in piombo e legno, danno che si ripeté con un nuovo incendio nel 1831. Successivamente, nel 1875, una violenta tempesta spazzò via il tetto, che venne ricostruito solo nel periodo 1965-1967, utilizzando la pietra in sostituzione del legno.